# Giulio Cartari

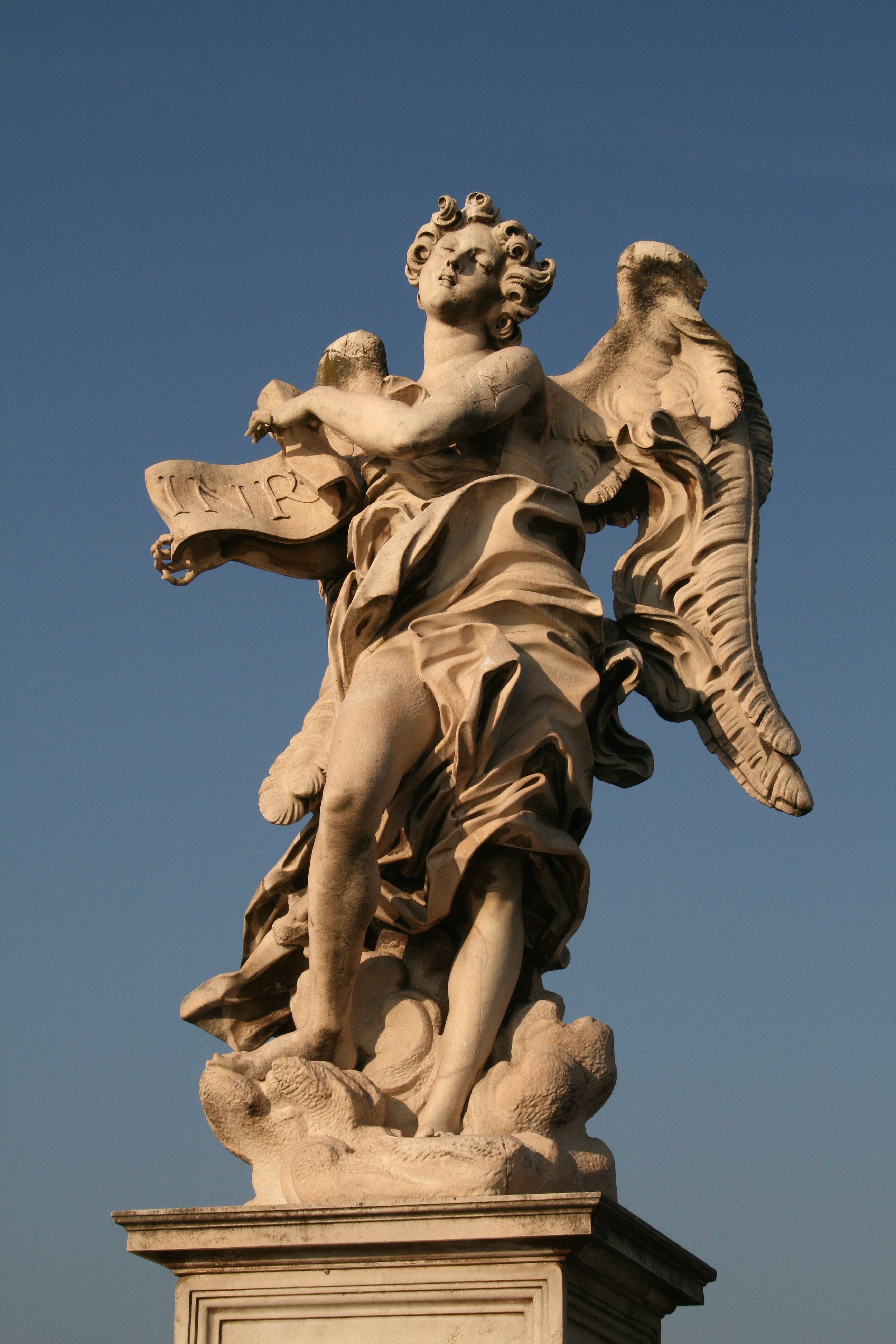
Ängeln med överskriften på Ponte Sant'Angelo i Rom.

Giulio Cartari var en italiensk skulptör, verksam i Rom mellan 1665 och 1678. Han var elev till Giovanni Lorenzo Bernini. Cartari samarbetade med Bernini i Cappella De Sylva i kyrkan Sant'Isidoro a Capo le Case. Han utförde även en kopia av Berninis Ängeln med överskriften. Kopian står på Ponte Sant'Angelo, medan originalet återfinns i kyrkan Sant'Andrea delle Fratte.
Cartari var även involverad i arbetena med påve Alexander VII:s gravmonument i Peterskyrkan och skulpturen Saliga Ludovica Albertoni i San Francesco a Ripa.

## Bilder
| - Gravmonumentet över Francesco Niccolò De Sylva och hustrun Giovanna i De Sylva-kapellet i Sant'Isidoro a Capo le Case. |